# Banna Ridge
Banna Ridge är en bergstopp i Antarktis. Den ligger i Östantarktis. Australien gör anspråk på området. Toppen på Banna Ridge är 2 000 meter över havet.
Terrängen runt Banna Ridge är kuperad åt nordost, men åt sydväst är den platt. Trakten är obefolkad. Det finns inga samhällen i närheten. 